# Advanced Composition Explorer
L'Advanced Composition Explorer (ACE), a volte citato anche come Explorer 71, è un satellite artificiale scientifico con una missione di studio della materia in situ, comprendendo particelle energetiche del vento solare, dello spazio interplanetario e di altre sorgenti. Fu lanciato il 25 agosto del 1997 ed è operativo attualmente in una orbita di Lissajous vicina al punto di Lagrange L1 (L1 si trova fra il Sole e la Terra alla distanza di circa 1,5 milioni di km dalla Terra).

## Strumentazione
- Cosmic Ray Isotope Spectrometer (CRIS): Il CRIS determina la composizione isotopica dei raggi cosmici galattici. Esso è progettato per identificare isotopi fino ad un numero atomico superiore a quello dello zinco (Z-30).[1]
- ACE Real Time Solar Wind (RTSW)
- Solar Wind Ion Mass Spectrometer (SWIMS) / Solar Wind Ion Composition Spectrometer (SWICS): Questi due strumenti sono spettrometri di massa, calibrati per due diversi gruppi di misurazioni. Essi analizzano la composizione chimica ed isotopica del vento solare e della materia interstellare[2]
- Ultra-Low Energy Isotope Spectrometer (ULEIS): L'ULEIS misura il flusso di ioni ed è sensibile ad elementi che variano dall'elio al nickel per determinare la composizione delle particelle energetiche solari e il meccanismo per il quale le particelle vengono caricate dal sole[3]
- Solar Energetic Particle Ionic Charge Analyzer (SEPICA)
- Solar Isotope Spectrometer (SIS)
- Solar Wind Electron, Proton and Alpha Monitor (SWEPAM)
- Electron, Proton, and Alpha-particle Monitor ('EPAM)
- Magnetometro (MAG)